# オースチンK5
オースチンK5（Austin K5）は、第二次世界大戦期にイギリスのオースチン社で開発され、イギリス軍およびイギリス連邦軍で運用された軍用トラックシリーズの名称である。

## 概要
オースチンK5はイギリスのオースチン社で開発された積載量約3トン（60CWT）クラスの4×4輪駆動のキャブオーバー型軍用トラックで、ほぼ同じ時期にボクスホール社が開発し、より多く生産されたベッドフォードQLとほとんど同じ車格を持つ。
オースチンK5のキャブ、荷台には木材が多用されており、デザインは直線的なものとなっている。
クローズド・キャブの汎用カーゴトラック型であるGS（General Service）型、オープンキャブで、荷台にQF 6ポンド砲を搭載した、ガン・ポーティーと呼ばれる自走対戦車砲型、パネルバン型など、第二次世界大戦中に総計12,280両が生産された。
オースチンK5は変速機の騒音が大きいことから、"スクリーマー"（Screamer）のニックネームで呼ばれる事もあった。

## 画像

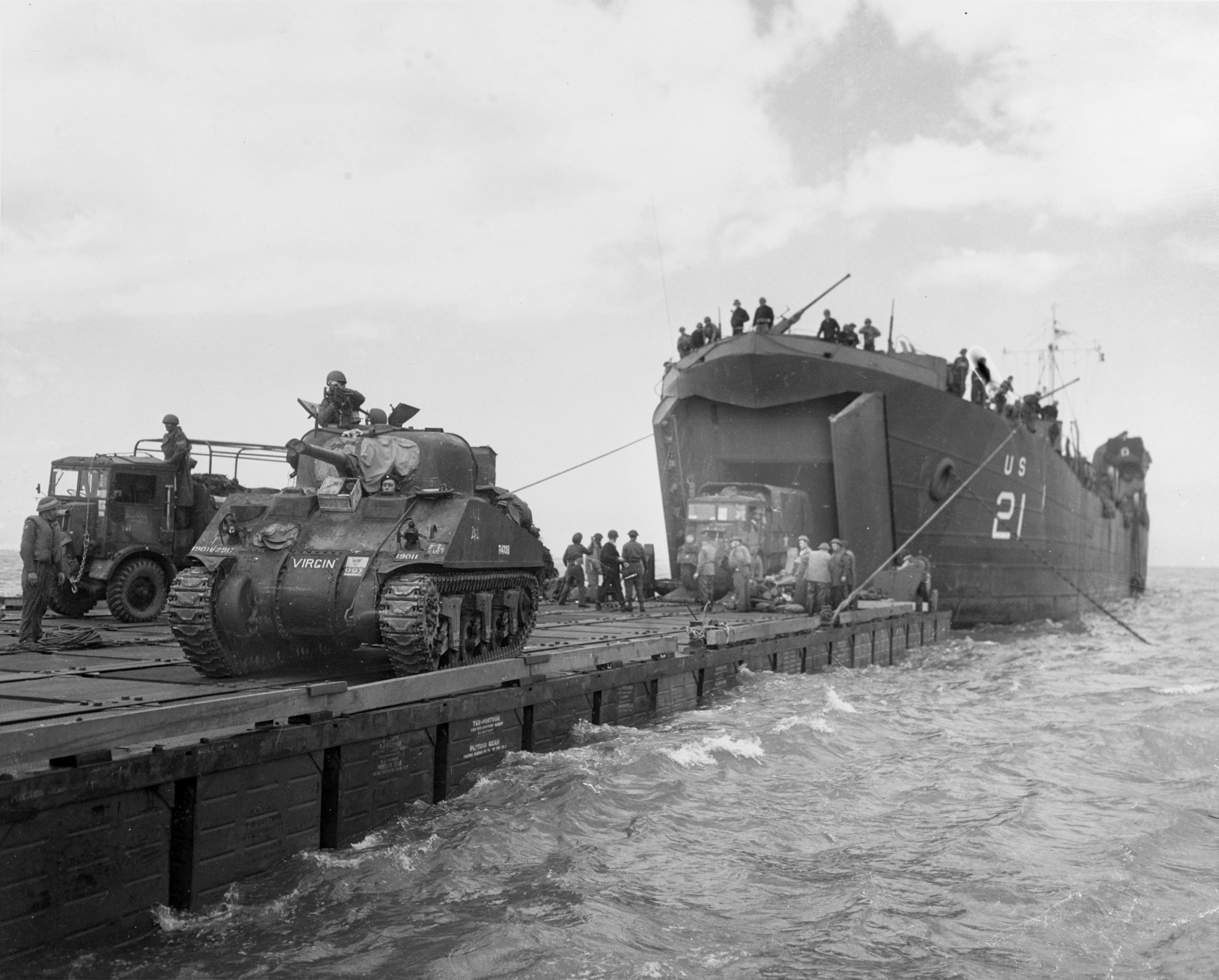
揚陸艦からM4中戦車と共に降ろされるオースチンK5。1944年、ノルマンディー。
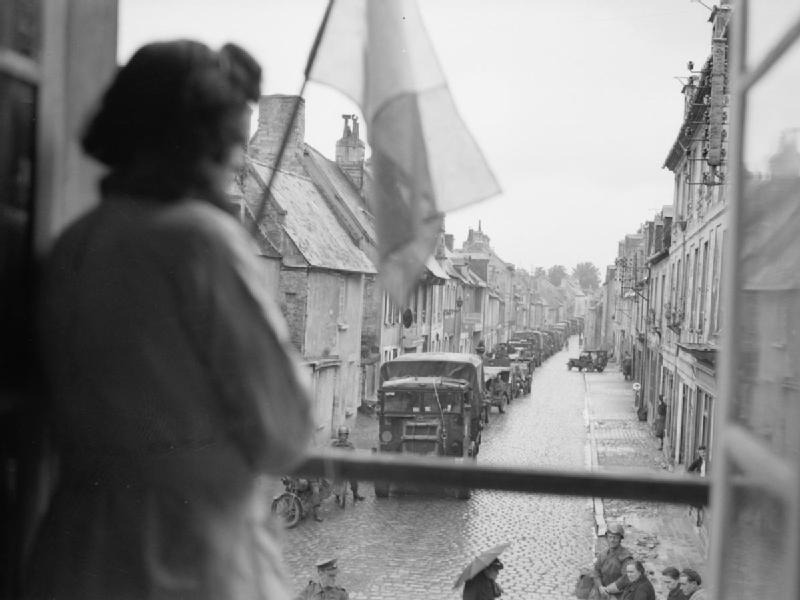
ヨーロッパ戦線のオースチンK5。1944年以降。
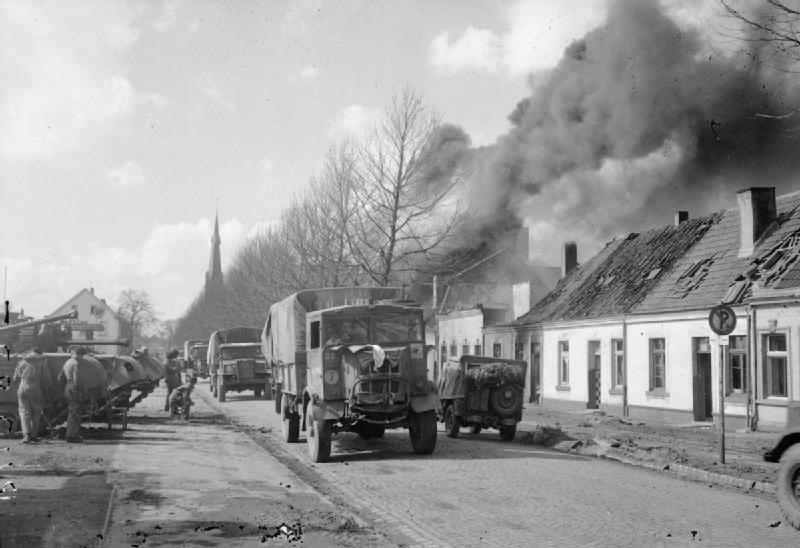
ヨーロッパ戦線のオースチンK5。後ろの車両はCMPトラック。
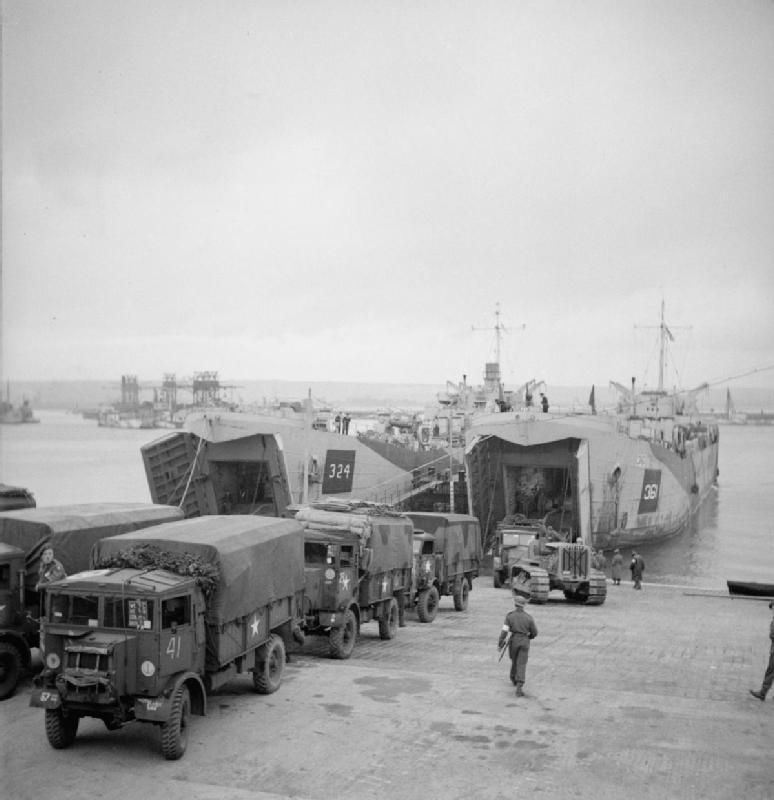
揚陸艦から降ろされるオースチンK5。

## 使用国
- イギリス